# برگهولزهاوزن
شهر برگهولزهاوزن در ایالت نوردراین-وستفالن در کشور آلمان واقع شده است.